# Maxence Lemardelet
Pas d'image ? Cliquez ici

a Compétitions nationales et continentales officielles uniquement.

b Matchs officiels uniquement.
Dernière mise à jour le 25 octobre 2024.
Maxence Lemardelet, né le 8 mai 1999 à Limoges (Haute-Vienne), est un joueur français de rugby à XV. Il évolue aux postes de troisième ligne centre, troisième ligne aile et deuxième ligne au Soyaux Angoulême XV.

## Biographie

### Jeunesse et formation
Maxence Lemardelet commence la pratique du rugby à XV à l'âge de cinq ans au sein de l'AS Saint-Junien puis rejoint la Jeunesse athlétique Isle rugby (JA Isle rugby) en 2007,. Par la suite, il est détecté par le pôle espoirs d'Ussel ainsi que par l'ASM Clermont Auvergne, où il intègre le centre de formation en 2014, dans le cadre de sa scolarité et de son projet rugbystique.
Il est sélectionné en équipe de France de rugby à XV des moins de 16 ans, moins de 18 ans et moins de 19 ans,,. Avec la sélection française des moins de 18 ans, Lemardelet dispute le Championnat d'Europe en 2017, avec laquelle il remporte le titre de champion au terme de la finale remportée contre la Géorgie au stade de Penvillers de Quimper,.
En parallèle au sport, il est étudiant en BTS immobilier.

### Début de carrière professionnelle à l'ASM Clermont (2017-2020)
En novembre 2017, il est retenu pour la première fois sur des feuilles de match avec l'équipe professionnelle de l'ASM Clermont, contre le Montpellier HR, où il n'entre pas en jeu, ainsi que contre le Lyon OU où il dispute une minute,. En début d'année 2018, il est sélectionné pour le Tournoi des Six Nations des moins de 20 ans 2018 avec l'équipe de France et remporte la compétition,. À l'issue de la saison 2017-2018, il est sacré champion de France espoirs avec l'ASM Clermont. Présélectionné pour préparer le Championnat du monde junior avec les Bleuets, il n'est finalement pas retenu pour la compétition qui voit les Français être champions du monde de la catégorie pour la première fois,. 
Entre décembre 2018 et janvier 2019, il dispute ses trois premiers matchs de Challenge européen, ses seuls de la saison avec les professionnels,. Il est ensuite sélectionné pour le Tournoi des Six Nations des moins de 20 ans 2019, où il prend part à quatre rencontres et inscrit un essai. Toutefois, durant l'été 2019, malgré une présélection, il n'est une nouvelle fois non retenu pour le Championnat du monde junior où les Français sont sacrés champions du monde pour la deuxième année consécutive.
En début d'année 2020, il est retenu par l'ASM Clermont pour participer à la première édition du Supersevens. À l'issue de la saison 2019-2020, il est annoncé qu'il n'est pas conservé par l'ASM Clermont.

### Départ en Pro D2 à l'AS Béziers puis au Soyaux Angoulême XV (depuis 2020)
À partir de la saison 2020-2021, il rejoint l'AS Béziers en Pro D2,. Pour sa première saison dans l'Hérault, il prend part à treize rencontres, dont dix en tant que titulaire. Lors des deux saisons suivantes, il fait partie de la rotation et dispute douze et quinze matchs en étant respectivement sept et six fois titulaire,.
Durant la deuxième partie de saison 2023-2024, étant en manque de temps de jeu avec seulement trois matchs disputés pour 64 minutes de temps de jeu depuis le début de saison,, il est prêté par l'AS Béziers au Soyaux Angoulême XV, où il s'impose rapidement comme un élément important. De la vingtième à la trentième journée, il joue neuf matchs, tous comme titulaire. Finalement, il signe une prolongation de contrat de deux saisons avec le club charentais.
Pour la saison 2024-2025, il s'affirme dans l'effectif du Soyaux Angoulême XV et est toujours un homme clé du club.

## Palmarès

### En club
- Vainqueur du Championnat de France espoirs en 2018 avec l'ASM Clermont Auvergne.
- Finaliste du Championnat de France en 2019 avec l'ASM Clermont Auvergne.

### En équipe nationale
- Vainqueur du Championnat d'Europe des moins de 18 ans en 2017 avec l'équipe de France.
- Vainqueur du Tournoi des Six Nations des moins de 20 ans en 2018 avec l'équipe de France.